# Solfara Giumentaro
La solfara Giumentaro o miniera Giumetaro  è una miniera di zolfo sita in provincia di Enna nei pressi del comune di Enna vicino al fiume Imera meridionale poco distante della zona archeologica di monte Capodarso, lungo il bacino minerario della Valle dell'Imera.
La solfatara, di proprietà di Tasca Lucio, era già attiva nel 1839 e oggi è abbandonata.